# Claude Yvon
Claude Yvon auch Abbé Yvon (* 15. April 1714 in Mamers; † November 1791 in Paris) war ein französischer Theologe und Enzyklopädist.

## Leben und Wirken
Er war der Sohn eines Kaufmanns aus Mamers. Bevor er nach Paris ging, empfing er die niederen kirchlichen Weihen zum Abbé. In Paris bestritt er seinen Lebensunterhalt mehr oder weniger gut als Lehrer oder besser Tutor an der Sorbonne, wo er die Studierenden auf ihre Prüfungen vorbereitete. Ferner schrieb er anonym mehrere Werke.
Seine ersten Texte, die er unter seinem eigenen Namen veröffentlichte, waren die Artikel in der Enzyklopädie, so über die Seele, âme, Atheismus, athéisme, Gott dieu und einige weitere Lemmata.
Dieser scheinbar harmlose Artikel über die Seele erregte aber die Aufmerksamkeit der offiziellen Kontrolleure für  Publikationen, so die des Generalanwalts, Joseph Omer Joly de Fleury (1715–1810) avocat général au Grand Conseil (1737–1746). Joly de Fleury schrieb eine heftige Anklage gegen diesen Artikel, der nach seiner Ansicht Ausdruck des puren Atheismus war.
Ab 1751 teilte Yvon sich eine Wohnung mit den beiden Abbés Jean Pestré und Jean-Martin de Prades; alle drei gehörten zu den Beiträgern des im Juni 1751 erschienenen ersten Bandes der Encyclopédie.
Unter Androhung einer Lettre de cachet floh er im Jahre 1752 in die Republik der Sieben Vereinigten Provinzen (Holland).
Dort fand er als Korrektor eine Arbeit im Verlag von Marc-Michel Rey. In den Aufzeichnungen einer Amsterdamer Freimaurerloge, Concordia Vincit Animos Amsterdam, wurde er in deren Liste geführt.
Von der holländischen Republik aus verlegte er seinen Wohnort für kurze Zeit nach Berlin.
Er zog dann mit Pierre Rousseau (1716–1785) nach Lüttich. Hier unterstützte Yvon ihn bei der Erstellung des Journal encyclopédique.
Im Jahre 1754 wurde sein Werk Yvon La Liberté de conscience resserrée dans les bornes légitimes in London in drei Bänden veröffentlicht. In diesem Werk stellte er die These auf, dass alle Religionen natürlicherweise intolerant und genötigt seien, ihre Feinde anzugreifen, aber dass die Zivilgesellschaft tolerant sei, die mit den religiösen Führern nicht einverstanden sei. Yvon kehrte zu Beginn des Jahres 1762 nach Frankreich zurück.
Zu Beginn des Jahres 1767 wurde Yvon Herausgeber des Journal de l’Agriculture. Im Jahre 1778 erschienen die ersten beiden Bände von Yvon über die Kirchengeschichte, beide Bände wurden in Amsterdam verlegt, der Titel lautete Discours et généraux raisonnés sur l’histoire de l’Église. Zehn weitere Bände sollten noch folgen, wurden aber nicht mehr verlegt. Denn schon die ersten beiden Bände zogen die Aufmerksamkeit der Polizei und Zensurbehörden auf sich, so kam es konsequenterweise zu einem Verbot der Veröffentlichung des dritten Bandes. Dieses Vorgehen fand ein Echo in der Presse, und Yvon bot an, eventuell Korrekturen vorzunehmen, die die Zensur verlangte, aber ohne Erfolg.
Yvon starb in Paris im November 1789. Bis zu seinem Tode war er Bibliothekar des Marc-René de Voyer d’Argenson (1722–1782) auf dessen Château des Ormes.

## Werke
- Liberté de conscience resserrée dans des bornes légitimes, London, 1754–55, 3 parts, in-8°.
- Two Lettres à Rousseau, pour servir de réponse à sa lettre contre le mandement de l’archevêque de Paris; Amsterdam, 1763, in-8°.
- Discours généraux et rationnés sur l’histoire de l’Église, Amsterdam (Paris), 1768, 3 vol. in-12.
- Accord de la philosophie avec la religion, prouvé par une suite de discours relatifs à treize époques, Paris, 1776, in-12, et 1782 ou 1785, 2 vol. in-8°.